# 10 kilomètres marche masculin aux Jeux olympiques d'été de 1924
Pour un article plus général, voir Athlétisme aux Jeux olympiques d'été de 1924.
Navigation
Anvers 1920 Londres 1948
L'épreuve du 10 kilomètres marche masculin aux Jeux olympiques de 1924 s'est déroulée les 9, 11 et 13 juillet 1924 avec une arrivée au Stade olympique Yves-du-Manoir à Paris, en France. Elle est remportée par l'Italien Ugo Frigerio.

## Résultats

### Finale
| Rang               | Athlète                  | Temps         |
| ------------------ | ------------------------ | ------------- |
| Médaille d'or      | Ugo Frigerio (ITA)       | 47 min 49 s 0 |
| Médaille d'argent  | Gordon Goodwin (GBR)     | 48 min 37 s 9 |
| Médaille de bronze | Cecil McMaster (RSA)     | 49 min 8 s 0  |
| 4                  | Donato Pavesi (ITA)      | 49 min 17 s 0 |
| 5                  | Arthur Tell Schwab (SUI) | 49 min 50 s 0 |
| 6                  | Ernest Clark (GBR)       | 49 min 59 s 2 |
| 7                  | Armando Valente (ITA)    | 50 min 7 s 0  |
| 8                  | Luigi Bosatra (ITA)      | 50 min 9 s 0  |
| 9                  | Harry Hinkel (USA)       | 50 min 16 s 8 |
| 10                 | Henri Clermont (FRA)     | 51 min 41 s 6 |